# Marcillac-Saint-Quentin
 Marcillac-Saint-Quentin  (en occitano Marcilhac e Sent Quentin) es una población y comuna francesa, situada en la región de Aquitania, departamento de Dordoña, en el distrito de Sarlat-la-Canéda y cantón de Sarlat-la-Canéda.

## Demografía
| 378 | 406 | 407 | 454 | 598 | 664 |
| Para los censos de 1962 a 1999 la población legal corresponde a la población sin duplicidades (Fuente: INSEE [Consultar]) |     |     |     |     |     |